# L'Habit rouge
L'Habit rouge est un album de bande dessinée de Daniel Bardet et Erik Arnoux, le tome 3 de la série Timon des Blés.

## Fiche technique
- Scénario : Daniel Bardet
- Dessins : Éric Arnoux
- Couleurs : Jean-Jacques Chagnaud
- Année de première publication : 1989
- Éditeur : Glénat / collection Vécu
- Nombre de planches : 46
- (ISBN 2-7234-1153-2)

## Synopsis
1781, l’issue de la guerre d'indépendance est indécise jusqu’à la capitulation anglaise à Yorktown.
Amer et désillusionné, Timon s’est quelque peu écarté de l’Histoire, mais celle-ci va le rattraper. Aidé de son ami indien, il part pour New York avec deux objectifs : assouvir sa vengeance en retrouvant le traître Coxey et démasquer les puissants qui interfèrent dans la diplomatie du royaume de France pour satisfaire leurs propres intérêts.
Contre toute attente, Timon revêt l’habit rouge, l’uniforme des soldats britanniques.

## Commentaires
Bardet est connu pour ses talents de scénariste de bande dessinée historique (Les Chemins de Malefosse, Chroniques de la Maison Le Quéant), il s’associe à Éric Arnoux pour le troisième album d’une série qui en compte huit. L’époque choisie ici est le dernier quart du XVIIIe siècle.

## Lieux
Le troisième épisode se déroule dans la région du New York des années 1780.
- région de White Plains
- New York
- baie de Chesapeake

## Référence bibliographique
- Patrick Gaumer & Claude Moliterni, Dictionnaire mondial de la Bande Dessinée, Éditions Larousse, Paris, 1994,  (ISBN 2-03-523510-3).